# Horseshoe Bend
Horseshoe Bend (česky Ohyb koňské podkovy) je několikanásobně vyřezaný meandr řeky Colorado, který se nachází poblíž města Page v Arizoně ve Spojených státech amerických.

## Lokalita
Horseshoe Bend se nachází 8 km po proudu řeky Colorado od přehrady Glen Canyon Dam a přehradní nádrže Lake Powell. Je částí národní rekreační oblasti Glen Canyon. Zářezy Horseshoe Bend jsou viditelné ze strmé skály nad řekou. Výhled je v nadmořské výšce 1300 metrů a řeka Colorado teče v nadmořské výšce 980 metrů, což znamená, že převýšení zde činí více než 300 metrů.
Před sebou můžete vidět plošiny Paria Plateau a Vermillion Cliffs. Po pravé straně vede řeka k jezeru Powell v národním rekreačním areálu Glen Canyon. Po levé straně se táhne rozsáhlá indiánská rezervace Navahů.
Skalní stěny Horseshoe Bend obsahují hematit, platinu, granát a další minerály.